# Ichneumon nanus
Ichneumon nanus is een vliesvleugelig insect (orde Hymenoptera) uit de familie van de gewone sluipwespen (Ichneumonidae). De wetenschappelijke naam van de soort werd in 1833 gepubliceerd door Georges Cuvier.

## Homoniemen
Voor Ichneumon nanus Ratzeburg, 1848 zie Ichneumon adairae Kittel, 2016